# Viên opal Sao chổi Halley
Viên opal Sao chổi Halley là viên đá opal đen thô lớn nhất thế giới, theo Sách Kỷ lục Guinness. Nó được đặt tên như vậy vì được đào lên vào năm 1986, năm Sao chổi Halley có thể nhìn được từ Trái Đất. Nó là viên đá opal đen lớn thứ ba từng ghi nhận được, là viên lớn nhất còn sót lại, và là viên lớn nhất từng tìm thấy trong khu vực tìm ra nó. Nó được tìm ra ở Lightning Ridge tại Úc bởi Nghiệp đoàn Khai mỏ Lunatic Hill. Nó cân nặng 1982,5 carats và to bằng khoảng nắm đấm của đàn ông. Viên opal Sao chổi Halley là mẫu opal rất tốt, ít vết rạn hay thiếu sót và có một dải màu xanh lá và cam lớn dày 1,6 cm chạy xuyên qua viên đá. Được hình thành từ khoảng 20 triệu năm trước, nó là biểu tượng của sự giàu có, là một viên đá opal có dạng bướu chỉ có thể tìm thấy ở Lightning Ridge. Hiện nay nó đang được rao bán với giá 650.000 Dollar Mỹ.